# Doberdò del Lago
Doberdò del Lago (Doberdob in sloveno, Dobardò in dialetto bisiaco e in friulano) è un comune italiano di 1 296 abitanti del Friuli-Venezia Giulia.

## Geografia fisica
Doberdò è famosa per il lago di Doberdò, uno dei pochi esempi di lago che prende acqua dagli sbocchi sotterranei di fiumi vicini. Il lago si trova all'interno della riserva naturale dei Laghi di Doberdò e Pietrarossa.
Il paese si trova nel Vallone di Gorizia.

## Storia
La cittadina è nota, soprattutto nella storiografia di quei paesi che allora facevano parte dell'impero multietnico dell'Austria-Ungheria, come la località che dette il nome ad uno dei più sanguinosi scontri della prima guerra mondiale: la Battaglia di Doberdò appunto, combattuta nell'agosto 1916 tra unità dell'esercito del Regno d'Italia e quelle dell'Austria-Ungheria, composte prevalentemente da reggimenti del Regno d'Ungheria (soprattutto ungheresi, transilvani – quindi rumeni anche – e slovacchi) e sloveni.
A tal proposito è interessante notare che le unità di parte italiana appartenevano in particolare alla Brigata Sassari, composta da soldati della medesima provenienza regionale, sardi nella fattispecie. Per questo la Battaglia di Doberdò è conosciuta anche come "la battaglia dei popoli".
Va osservato a tal proposito che il carattere per così dire etnico-identitario (tipico degli eserciti austro-ungarico e tedesco ma unico caso per quanto riguarda l'esercito italiano) della Brigata Sassari è stato utilizzato per spiegare il valore e l'efficacia militare di tale unità. Un valore che poi fu alla base della nascita del mito del soldato sardo, coraggioso e forte. Un mito che contribuì non poco anche al risveglio identitario della Sardegna.
Il 18 luglio 2022 la località di Sablici è stata colpita da un incendio durato per più giorni.

### Simboli
Lo stemma è stato concesso con decreto del presidente della Repubblica del 25 settembre 1989.
Il gonfalone, concesso con D.P.R. del 16 luglio 1996, è un drappo di rosso.

## Società

### Evoluzione demografica
Abitanti censiti

### Etnie e minoranze straniere
La maggior parte delle persone sono di cittadinanza italiana, ma di etnia slovena. Gli stranieri residenti a Doberdò del Lago al 1° gennaio 2024 sono 31 e rappresentano il 2,3% della popolazione residente. La comunità straniera più numerosa è quella proveniente dalla Slovenia con il 38,7% di tutti gli stranieri presenti sul territorio.

## Cultura
Nel comune è ufficiale, oltre all'italiano, lo sloveno e sono presenti solo le scuole con lingua d'insegnamento slovena.

## Geografia antropica

### Frazioni
Le 2 frazioni (italiano/sloveno) sono le seguenti:
- Jamiano/Jamlje
- Palchisce/Palkišče: 46 ab.

### Località
Le 11 località (italiano/sloveno) sono le seguenti:
- Berne/Brni: 16 ab.
- Bonetti/Boneti: 22 ab.
- Comarie/Komarji
- Devetachi/Devetaki: 18 ab.
- Ferletti/Ferleti: 17 ab.
- Issari/Hišarji
- Lago di Doberdò/Jezero
- Marcottini/Poljane: 135 ab.
- Micoli/Mikoli: 29 ab.
- Sablici/Sabliči: 17 ab.
- Visintini/Vižintini: 23 ab.

## Amministrazione

### Gemellaggi
- Bled, dal 1998
- Prevacina, dal 1977

## Sport
La squadra di calcio, AŠD Mladost športno združenje (ASD Associazione sportiva Giovanile), milita in seconda categoria.

## Infrastrutture e trasporti

### Strade
Doberdò è servita unicamente dalla strada provinciale 15, mentre le località sono servite dalla strada statale 55 (San Giovanni di Duino - Gorizia), dalla strada regionale 519 (Jamiano - confine con la Slovenia) e dalla strada statale 14 racc della Venezia Giulia che collega Sablici con Monfalcone.